# Novyj Sad
Novyj Sad (in lingua russa Новый Сад) è un centro abitato dell'Adighezia, situato nel Tachtamukajskij rajon. La popolazione era di 1.336 abitanti al dicembre 2018. Ci sono 13 strade.